# Wola Olszowa-Parcele
Wola Olszowa-Parcele – wieś w Polsce położona w województwie kujawsko-pomorskim, w powiecie włocławskim, w gminie Lubień Kujawski. Miejscowość wchodzi w skład sołectwa Wola Olszowa.
W latach 1975–1998 miejscowość administracyjnie należała do województwa włocławskiego. Według Narodowego Spisu Powszechnego (III 2011 r.) liczyła 77 mieszkańców. Jest 35. co do wielkości miejscowością gminy Lubień Kujawski.